# Nico Porteous
Nico Porteous (Hamilton, 23 de noviembre de 2001) es un deportista neozelandés que compite en esquí acrobático, especialista en la prueba de halfpipe.
Participó en dos Juegos Olímpicos de Invierno, obteniendo dos medallas, bronce en Pyeongchang 2018 y oro en Pekín 2022, ambas en el halfpipe.
Ganó una medalla de oro en el Campeonato Mundial de Esquí Acrobático de 2021. Adicionalmente, consiguió cuatro medallas en los X Games de Invierno.

## Medallero internacional
| Juegos Olímpicos   | Juegos Olímpicos            | Juegos Olímpicos  | Juegos Olímpicos |
| Año                | Lugar                       | Medalla           | Prueba           |
| ------------------ | --------------------------- | ----------------- | ---------------- |
| 2018               | Pyeongchang (Corea del Sur) | Medalla de bronce | Halfpipe         |
| 2022               | Pekín (China)               | Medalla de oro    | Halfpipe         |
| Campeonato Mundial |                             |                   |                  |
| Año                | Lugar                       | Medalla           | Prueba           |
| 2021               | Aspen (Estados Unidos)      | Medalla de oro    | Halfpipe         |

| X Games de Invierno | X Games de Invierno    | X Games de Invierno | X Games de Invierno |
| Año                 | Lugar                  | Medalla             | Prueba              |
| ------------------- | ---------------------- | ------------------- | ------------------- |
| 2019                | Bærum (Noruega)        | Medalla de bronce   | Superpipe           |
| 2021                | Aspen (Estados Unidos) | Medalla de oro      | Superpipe           |
| 2022                | Aspen (Estados Unidos) | Medalla de oro      | Superpipe           |
| 2024                | Aspen (Estados Unidos) | Medalla de plata    | Superpipe           |